# La Famille Passiflore (série télévisée)
Pour les livres pour enfants, voir La Famille Passiflore.
La Famille Passiflore est une série télévisée d'animation franco-canadienne fondée sur la série de livres par Geneviève Huriet. Elle a été diffusée à partir du 24 décembre 2001 sur TF1 dans l'émission TF! Jeunesse, puis sur Playhouse Disney.
Au Canada, les quatre premiers épisodes ont été diffusés à partir du 10 mars 2002 dans Bouledogue Bazar à la Radio-Canada et à partir du 2 janvier 2003 sur TFO, puis la série reprend à partir du 11 septembre 2004 dans Les Chatouilles à Radio-Canada et du 15 janvier 2005 sur TFO.

## Voix

### Doublage québécois
- Mario Desmarais : Onésime
- Hugolin Chevrette : Romarin
- Élisabeth Lenormand : Dentdelion
- Hélène Lasnier : Tante Zinia
- Flora Balzano : Mistouflet
- Marylène Gargour : Pirouette
- Antoine Durand, Julie Burroughs et Annie Girard : rôles indéterminés

 Source et légende : version québécoise (VQ) sur Doublage.qc.ca

## Épisodes
1. Le déménagement
2. Carnaval
3. Vive la glisse
4. En ballon
5. L'exploit de tante Zinia
6. Les Passiflore mènent l'enquête
7. Les beignets flambés
8. Noël chez les Passiflore
9. Le jardin de Dentdelion
10. L'invention d'Onésime
11. L'ogre Kazoar
12. En avant la musique
13. Le premier bal d'Agaric
14. Dentdelion et le bébé marmotte
15. La clé du bonheur
16. Pirouette sous les feux de la rampe
17. Coup de foudre aux Airelles
18. Au pays des fantômes
19. Dentdelion fait son cinéma
20. Agaric et le sorcier
21. Le pacte du lac
22. Le secret d'Onésime
23. Vive les vacances
24. Chez les petits savants
25. Au cœur de la source
26. Sacrée Nounou
27. La fée Pirouette
28. Le lapin magique
29. Un phare dans la forêt
30. La pêche au trésor
31. Poussières d'étoiles
32. Vacances de rêve
33. Les Passiflore et le Barapoul
34. Les Passiflore à la mer
35. Parfum d'amour
36. Pirouette et la cigogne
37. L'expédition glaciale
38. Le violon du marais
39. La reine des corsaires
40. Tempête aux Airelles
41. Arsène et compagnie
42. Les petits bricolos
43. Les Toudoux
44. Les Passiflore unis
45. Chez Zinia
46. Le Lapinosaurus
47. L'élu des Airelles
48. Roméo et Pirouette
49. Sacré manège
50. Mon pantin à moi
51. Pierre de lune
52. Fabiola la douce